# Aga Khan Development Network
Aga Khan Development Network est un groupe d'institutions sous la tutelle de Rahim Aga Khan, dont la Fondation Aga Khan (en) (Aga Khan Foundation, AKF).
Employant près de 80 000 personnes dans le monde, l'AKDN investit près de 925 millions de dollars par an, principalement dans des activités non lucratives, notamment dans le domaine de la culture, de l'éducation de la santé et de l'humanitaire, ainsi que de l'architecture.
L'Aga Khan Development Network est également à la tête du Fonds Aga Khan pour le développement économique (AKFED), basé en Suisse, qui investit notamment dans des entreprises des secteurs de l'industrie, du tourisme, de l'aviation et de la finance.